# Muntele Frejus
Vârful Frejus sau Muntele Frejus mai ales trecut, (în italiană Punta del Fréjus, în franceză Pointe du Fréjus) este un munte care se ridică la 2.936 de m deasupra nivelului mării, în Alpii Cottieni (frontiera de vest a Piemontului), pe bazinul hidrografic dintre Maurienne (Modane) la nord-vest în Franța și valea superioară a Susei (Bardonecchia) la sud-est în Italia.
Două tuneluri merg paralel prin munte, date în folosință la mai bine de un secol unul față de celălalt: tunelul feroviar Frejus, deschis în 1871 și tunelul rutier, deschis circulației în 1980.

## Acces
Vârful Frejus poate fi atins de Trecătoarea Frejus (în franceză Col du Frejus), 2.539 metri, care leagă Modane și Bardonecchia) și apoi de creasta de sud-vest.